# Karol Krefft
Karol Józef Krefft (ur. 15 czerwca 1907 w Zaworach, zm. 28 października 1995) – założyciel korporacji studenckiej „Cassubia”. Poeta piszący w kilku językach, głównie kaszubskim. Jeden z największych intelektualistów Kaszubskiej Ziemi. Współtworzył Stowarzyszenie Miłośników Kaszubszczyzny „Stanica” w Toruniu. Włożył wielki wkład w powstanie i rozwój Zrzeszenia Kaszubsko-Pomorskiego. Radca prawny. Był on zwany Królem Kaszubów.

## Edukacja
Uczył się w Collegium Marianum w Pelplinie oraz Gimnazjum Macierzy Szkolnej w Gdańsku, gdzie w 1927 zdawał maturę. Studiował w Warszawie i tam też założył korporację „Cassubia”. Do wielu sukcesów korporacji należy m.in. opracowanie fragmentów „Historii Kaszubów” Aleksandra Majkowskiego.

## Stanica
W dniu 18 grudnia 1936 nastąpiło oficjalne zawiązanie się Zrzeszenia Miłośników Kaszubszczyzny pod nazwą „Stanica”. K. Krefft był jednym z założycieli oraz współtworzył statut stowarzyszenia. 18 lutego 1937 K. Krefft został wybrany na I wiceprezesa. Przewodniczącym był Edmund Jonas.

## Starosta kartuski
28 lipca 1945 roku został zatrudniony w Urzędzie Wojewódzkim w Gdańsku, jako radca prawny. 1 stycznia 1946 urząd oddelegował go na stanowisko starosty powiatu kartuskiego. Zaczęto nazywać go „szczodrym” lub „sprawiedliwym”. Jako iż wtedy potrzebowano na ważnych stanowiskach przede wszystkim ludzi uległych i dyspozycyjnych, a K. Krefft taką osobą nie był, został on odwołany po 4 miesiącach.

## Zrzeszenie Kaszubskie
W 1956 roku został jednym z założycieli Zrzeszenia Kaszubskiego. Pierwszy oddział ZK w Żukowie powstał już 7–8 grudnia 1956. W Kartuzach oddział powstał 16 grudnia.

## Samotność
Pod koniec życia, K. Krefft po wielu traumach wybrał życie poety w samotności. Stracił on zaufanie do ludzi, ale nawet w ostatnich latach życia pisał kaszubskie dzieła literackie. Został pochowany na cmentarzu w Żukowie koło Gdańska.